# David Wall (regista)
David Wall (...) è un attore, produttore cinematografico e regista statunitense.

## Biografia
Ha scritto, prodotto, diretto ed interpretato il film drammatico del 2007 intitolato Noelle, che ha vinto il premio come Miglior Regista al Festival Internazionale del Cinema di Fort Lauderdale. Il suo primo film diretto, è del 1996: Joe & Joe, è stato selezionato per il Sundance Film Festival del 1996. È stato l'attore principale di Shades of Truth (2015), un film diretto da Liana Marabini e prodotto da Condor Pictures, interpretando il ruolo di David.

## Filmografia

### Attore

#### Serie TV
- CBS Schoolbreak Special – serie TV, episodi 4x2 (1987)

### Attore, produttore, regista e sceneggiatore

#### Cinema
- Shades of Truth (2015)
- Noelle (2007)
- Mrs. Worthington's Party (2007)
- Gold Dust (2017)

### Produttore, regista e sceneggiatore

#### Cinema
- Joe & Joe (1996)